# Koskimo
Koskimo (Danas Quatsino First Nation), grupa plemena Kwakiutl Indijanaca koja su se služila dijalektom kwakiutla, nazivan kwakwala, to su: Klaskino, Hoyalas, Koskimo, Giopino ili Koprino i Quatsino. Koskimo plemena naseljavala su kraj na sjeverozapadu Vancouvera u kanadskoj provinciji Britanska Kolumbija, napose oko Quatsino Sounda. Potomci ovih plemena danas se vode pod imenom Quatsino, a većina ih je porijeklom od Koskimo Indijanaca. 
Glavna naselja pravih Koskima bilo je Hwades (zimsko) i Maate (ljetno). Sastoje se od gensa (gentes): Gyekolekoa, Gyeksem, Gyeksemsanatl (G·ē′xsEms’anaL; najviše poglavice), Hekhalanois (?), Kwakukemalenok, Naenshya, Tsetsaa i Wohuamis.

## Vanjske poveznice
- Kwakiutl Indian Tribe History
- Quatsino